# Swift Current n.º 137
Swift Current n.º 137 es un municipio rural canadiense situado en la provincia de Saskatchewan.

## Superficie
Swift Current n.º 137 tiene una superficie de 1100,47 km².

## Demografía
En 2021, tenía 1995 habitantes, una densidad poblacional de 1,8 hab./km², y 778 viviendas.